# Цзєян
Цзєян (кит. спр. 揭阳市, піньїнь: Jiēyáng Shì) — місто-округ в китайській провінції Гуандун. 

## Географія
Цзєян розташовується на сході провінції.

### Клімат
Місто знаходиться у зоні, котра характеризується вологим субтропічним кліматом. Найтепліший місяць — липень із середньою температурою 28.7 °C (83.7 °F). Найхолодніший місяць — січень, із середньою температурою 13.5 °С (56.3 °F).
| Клімат Цзєяна           | Клімат Цзєяна | Клімат Цзєяна | Клімат Цзєяна | Клімат Цзєяна | Клімат Цзєяна | Клімат Цзєяна | Клімат Цзєяна | Клімат Цзєяна | Клімат Цзєяна | Клімат Цзєяна | Клімат Цзєяна | Клімат Цзєяна | Клімат Цзєяна |
| Показник                | Січ.          | Лют.          | Бер.          | Квіт.         | Трав.         | Черв.         | Лип.          | Серп.         | Вер.          | Жовт.         | Лист.         | Груд.         | Рік           |
| Середня температура, °C | 13,5          | 14,2          | 17            | 21,2          | 24,8          | 26,9          | 28,7          | 28,4          | 26,9          | 23,6          | 19,4          | 15,2          | 21,7          |
| Норма опадів, мм        | 34.4          | 64.3          | 95.6          | 163.7         | 226.7         | 289.4         | 195.7         | 214.1         | 150           | 62            | 40            | 27.5          | 1563.4        |
| Днів з опадами          | 9,5           | 11,2          | 13,5          | 14            | 16,5          | 18,4          | 13,6          | 14,2          | 10,8          | 7,3           | 7,5           | 7,8           | 144,3         |
| Вологість повітря, %    | 76            | 80.1          | 81.3          | 81.8          | 83.3          | 84.3          | 80.2          | 80.3          | 79.8          | 76.5          | 75.4          | 74.3          | 79.4          |
| ----------------------- | ------------- | ------------- | ------------- | ------------- | ------------- | ------------- | ------------- | ------------- | ------------- | ------------- | ------------- | ------------- | ------------- |
| Джерело: Weatherbase    |               |               |               |               |               |               |               |               |               |               |               |               |               |

## Адміністративний поділ
Міський округ поділяється на 2 райони, 1 місто і 2 повіти:
| Карта                                 | Карта   | Карта    | Карта            |
| ------------------------------------- | ------- | -------- | ---------------- |
| Цзєсі Пунін Хуейлай Цзєдун ① ① Жунчен |         |          |                  |
| Статус                                | Назва   | Оригінал | Населення (2020) |
| Район                                 | Жунчен  | 榕城区   | 931 868          |
| Район                                 | Цзєдун  | 揭东区   | 931 719          |
| Місто                                 | Пунін   | 普宁市   | 1 998 619        |
| Повіт                                 | Хуейлай | 惠来县   | 1 040 779        |
| Повіт                                 | Цзєсі   | 揭西县   | 674 829          |